# 德迪讷
德迪讷（法語：Desdunes，發音：[dedyn]）是海地阿蒂博尼特省德薩林區的市镇，总面积99.49平方千米，2015年人口37,027。当地经济以水稻种植为主。